# The Upside
The Upside (llamada Amigos para siempre en España) es una película de comedia y drama estadounidense de 2017 dirigida por Neil Burger, escrita por Jon Hartmere y producida por Harvey Weinstein. Es una nueva versión de la película francesa de 2011 Intocable, inspirada en la vida de Philippe Pozzo di Borgo. La película sigue a un multimillonario paralizado (Bryan Cranston) que entabla una amistad improbable con un convicto recientemente liberado (Kevin Hart) a quien contrata para cuidarlo. Nicole Kidman, Golshifteh Farahani y Julianna Margulies también protagonizan. Es la tercera adaptación de The Intouchables después de la película Telugu (y tamil) Oopiri, y la película argentina Inseparables (2016).
La cinta fue estrenada en el Festival Internacional de Cine de Toronto de 2017. Luego fue estrenada en cines el 11 de enero de 2019, a través de STX Entertainment y Lantern Entertainment.
Una adaptación en inglés se anunció por primera vez en julio de 2011. Se rumoreaba que numerosos actores protagonizarían, incluidos Chris Rock, Idris Elba, Colin Firth y Jessica Chastain, y diferentes directores, incluidos Paul Feig y Simon Curtis, se unieron para dirigir. Hart firmó oficialmente en octubre de 2014, Cranston en marzo de 2016 y Burger para dirigir ese agosto. El rodaje comenzó en Filadelfia en enero de 2017. 
La película se estrenó en el Festival Internacional de Cine de Toronto 2017. Originalmente para ser distribuido por The Weinstein Company en marzo de 2018, la película fue archivada y vendida luego de las acusaciones de abuso sexual de Harvey Weinstein. Finalmente fue comprado por STX Entertainment y Lantern Entertainment (el sucesor de TWC), que luego lo lanzó en los Estados Unidos el 11 de enero de 2019, convirtiéndose en el primer lanzamiento de Lantern. The Upside recaudó $122 millones en todo el mundo y recibió críticas mixtas de los críticos, quienes elogiaron la química y las actuaciones de Hart y Cranston, pero criticaron la trama por ser "predecible y cliché".

## Argumento
A toda velocidad por la ciudad de Nueva York en un Ferrari, la policía de Nueva York detiene a Dell Scott (Kevin Hart) y al tetrapléjico Philip Lacasse (Bryan Cranston). Dell convence a los oficiales de que está llevando a Philip a la sala de emergencias; Philip juega a regañadientes, y los dos son escoltados al hospital.
Seis meses antes, Dell necesita firmas para demostrar que está buscando trabajo o será detenido en violación de su reciente libertad condicional. Entra en un edificio en busca de un trabajo de limpieza, pero termina en el ático de Philip, un rico tetrapléjico. Philip, con su asistente Yvonne Pendleton (Nicole Kidman), está entrevistando a candidatos para el puesto de su cuidador "auxiliar de vida". Dell irrumpe y exige una firma para su oficial de libertad condicional. Intrigado, Philip le ofrece el trabajo sobre las objeciones de Yvonne, pero Dell se niega.
Dell visita a su exesposa Latrice (Aja Naomi King) y su hijo Anthony (Jahi Di'Allo Winston) en su apartamento en ruinas, pero ninguno de los dos está dispuesto a aceptar a Dell nuevamente en sus vidas. Le da a Anthony un libro que robó de la biblioteca de Philip. Dell luego acepta la oferta de Philip; Yvonne estipula que debe demostrar que puede manejar sus responsabilidades, y "tres strikes" lo despedirán de inmediato. Dell, que no tiene entrenamiento, se desanima inicialmente, a pesar de la guía del fisioterapeuta de Philip Maggie (Golshifteh Farahani), y rápidamente gana dos golpes. Dell se va para darle su primer sueldo a Latrice y le pide que le devuelva el libro robado, pero ella se niega. A su regreso, Yvonne le da un tercer golpe por su inexplicable ausencia, pero Philip lo cubre.
Cuando Philip explica su estricta orden de no resucitar, Dell se da cuenta de que ha perdido la voluntad de vivir, pero cuando encuentra a Philip luchando por respirar, se niega a permitirle morir. Dell lleva a Philip a la ciudad, donde comparten un porro para aliviar el dolor neurogénico de Philip. Dell y Philip comienzan a unirse, y Philip le dice a Dell que quedó paralizado en un accidente de parapente, y revela el dolor de perder a su esposa. Dell se adapta al cuidado de Philip, incluso modifica su silla de ruedas, y se le presenta la ópera y el arte moderno; él crea su propia pintura, que Philip muestra en el ático.
Dell sospecha que Yvonne siente algo por Philip, pero ella le informa que Philip está en una relación epistolar con una mujer llamada Lily (Julianna Margulies); nunca se han conocido o incluso hablado, correspondiendo solo a través de letras. Con el aliento de Dell, Philip le deja a Lily un mensaje de voz.
Philip se une a Dell mientras saca a Anthony por el día. Todo va bien hasta que Dell le pide a Anthony que le devuelva el libro; decepcionado de su padre, Anthony devuelve el libro y se va. Dell y Philip regresan a casa para una fiesta sorpresa de cumpleaños que Yvonne ha organizado con los vecinos de Philip en contra de sus deseos. Él discute con Dell, quien luego rompe varios artículos alrededor de la habitación a su voluntad como un medio de catarsis. Dell y Philip comparten otro porro y luego socializan en la fiesta. Carter (Tate Donovan), un vecino al que no le gusta Philip, se acerca a él sobre los antecedentes penales de Dell, pero Philip lo ignora. Lily llama a Philip y acuerdan cenar.
En el restaurante, Philip revela que Carter compró la pintura de Dell por $ 50,000, que le da para comenzar su propio negocio. Cuando llega Lily, permite que Dell se vaya, ya que ha investigado la condición de Philip por adelantado, pero gradualmente se agita y se abruma. Herido, Philip termina abruptamente la fecha y regresa a casa, donde arremete y despide a Dell.
El tiempo pasa; Dell compra a Latrice y Anthony un nuevo hogar, y comienza un negocio construyendo sillas de ruedas motorizadas. Maggie le pide a Dell que ayude a Philip, quien se hundió en la depresión y alejó a Yvonne. Dell lleva a Philip a pasear, lo que lleva al encuentro con la policía desde el comienzo de la película. Huyen del hospital y reparan su amistad. Dell sorprende a Philip con un viaje en parapente y se sorprende cuando se ve obligado a unirse. Dell luego lleva a Philip a encontrarse con Yvonne, dejándolos a los dos reunidos cuando regresa a casa con Latrice y Anthony.
Los subtítulos finales de la película indican que Dell y Philip siguen siendo amigos cercanos.

## Reparto
- Bryan Cranston como Phillip Lacasse.
- Kevin Hart como Dell Scott.
- Nicole Kidman como Yvonne.
- Genevieve Angelson como Jenny.
- Aja Naomi King como Latrice.
- Julianna Margulies como Lily.
- Rachel Alana Handler como Proctor.
- Tate Donovan como Carter Locke.
- Mac Brandt
- Amara Karan
- Omi Vaidya
- Golshifteh Farahani como el Dr. Gupta
- Jahi Di'Allo Winston como Anthony.
- Michael Quinlan como Jack.

## Doblaje
| Personaje       | Actor original     | Actor de doblaje · México | Actor de doblaje · Chile | Actor de doblaje · España |
| --------------- | ------------------ | ------------------------- | ------------------------ | ------------------------- |
| Phillip Lacasse | Bryan Cranston     | Humberto Solórzano        | Sergio Schmied           | Juan Carlos Gustems       |
| Dell Scott      | Kevin Hart         | Óscar Flores              | Cristian Lízama          | José Luis Mediavilla      |
| Yvonne          | Nicole Kidman      | Adriana Casas             | Cecilia Valenzuela       | Nuria Mediavilla          |
| Latrice         | Aja Naomi King     | Alina Galindo             |                          |                           |
| Lily            | Julianna Margulies | Irina Índigo              | Javiera del Pino         | Mercedes Montalá          |
| Carter Locke    | Tate Donovan       | Armando Coria             |                          |                           |

## Producción

### Desarrollo
En julio de 2011, además de adquirir los derechos de distribución en los países de habla inglesa, los países Escandinavos y China, The Weinstein Company adquirió los derechos para realizar una adaptación de Intouchables en inglés. En junio de 2012, Paul Feig estaba seleccionado para dirigir la película y escribir el guion, con Chris Rock, Jamie Foxx e Idris Elba siendo los preferidos para el papel de Dell, Colin Firth estaba en conversaciones para interpretar a Phillip, y Jessica Chastain y Michelle Williams fueron consideradas para una protagonista femenina.
En marzo de 2013, Feig dejó la dirección, y Tom Shadyac entró en conversaciones para sustituirlo. Chris Tucker fue considerado para el papel de Dell. En octubre de 2014, Kevin Hart fue seleccionado como Dell, con Firth todavía adjunto a Phillip.
En marzo de 2016, se anunció que Bryan Cranston fue elegido como Phillip, sustituyendo a Firth. Simon Curtis dirigiría a Cranston y a Hart a partir de un guion escrito por Feig. En agosto de 2016, Curtis dejó la dirección y Neil Burger fue anunciado como su reemplazo. Un guion de Jon Hartmere sería utilizado en lugar del de Feig.
En enero de 2017, Nicole Kidman y Genevieve Angelson se unieron al elenco de la película. En febrero de 2017, Aja Naomi King y Julianna Margulies se incorporaron al reparto.
El 2 de agosto de 2017, el título de la película fue cambiado a The Upside.

### Rodaje
La fotografía principal comenzó el 27 de enero de 2017, en Filadelfia. Una foto oficial fue lanzada el 30 de enero de 2017 del personaje de Hart a través de su cuenta de Instagram.

## Estreno
La película tuvo su premier mundial en el Festival Internacional de Cine de Toronto el 9 de septiembre de 2017. Fue inicialmente programada para ser estrenada en Estados Unidos el 9 de marzo de 2018. Sin embargo, en enero de 2018, tras el escándalo de las acusaciones de abuso sexual contra Harvey Weinstein, la película fue retirada del calendario por The Weinstein Company y se trasladó a una fecha indeterminada de 2018. En agosto de 2018, se anunció que STX Entertainment se asociaría con el renombrado estudio, Lantern Entertainment para distribuir la película. Fue estrenada el 11 de enero de 2019.

## Recepción

### Taquilla
The Upside recaudó $108.3 millones en los Estados Unidos y Canadá, y $13.9 millones en otros territorios, para un total bruto mundial de $122.2 millones, contra un presupuesto de producción de $37.5 millones.
En los Estados Unidos y el Reino Unido, la película se estrenó junto con Replicas y A Dog's Way Home, así como la amplia expansión de On the Basis of Sex, y se proyectó inicialmente que recaudaría alrededor de $10 millones de los 3080 teatros en su primer fin de semana. Sin embargo, después de ganar $7 millones en su primer día (incluidos $1.1 millones de las previsualizaciones del jueves por la noche), las estimaciones se elevaron a $19 millones. Luego debutó con $20.4 millones, convirtiéndose en la primera película en destronar a Aquaman desde la cima de la taquilla después de tres semanas en el puesto número uno. La película cayó al segundo lugar en su segundo fin de semana detrás del recién llegado Glass, recaudando $15.7 millones. Se mantuvo bien en los siguientes dos fines de semana, recaudando $11.9 millones y $8.9 millones, terminando detrás de Glass en ambas ocasiones.

### Crítica
The Upside recibió reseñas mixtas de parte de la crítica y mixtas a positivas de la audiencia. En el sitio web especializado Rotten Tomatoes, la película posee una aprobación de 40%, basada en 173 reseñas, con una calificación de 5.25/10, y con  un consenso crítico que dice: "Sermoneadora, manipuladora y frustrantemente cliché, The Upside muestra la química de Bryan Cranston y Kevin Hart sin aprovecharla al máximo.". De parte de la audiencia tiene una aprobación de 82%, basada en 3363 votos, con una calificación de 4.1/5.
El sitio web Metacritic le dio a la película una puntuación de 46 de 100, basada en 40 reseñas, indicando "reseñas mixtas". Las audiencias encuestadas por CinemaScore le otorgaron a la película una "A" en una escala de A+ a F, mientras que en el sitio IMDb los usuarios le asignaron una calificación de 6.7/10, sobre la base de 25 884 votos. En la página web FilmAffinity la cinta tiene una calificación de 5.4/10, basada en 460 votos.